# Голубев, Борис Маркович
Борис Маркович Голубев (15 мая 1928, деревня Мотылево, Россонский район — 17 августа 1978, Смолевичи) — машинист комбайна по добыче и уборке фрезерного торфа торфопредприятия имени Орджоникидзе Министерства торфяной промышленности Белорусской ССР, Смолевичский район Минской области, Белорусская ССР. Герой Социалистического Труда (1971).

## Биография
Родился 15 мая 1928 года в рабочей семье в деревне Мотылево Россонского района. Получил неполное среднее образование. С 1945 года работал слесарем, затем трактористом на торфопредприятии имени Орджоникидзе Смолевичского района, в 1950—1953 годах служил в рядах Советской Армии. После демобилизации работал на том же предприятии, с 1964 года — машинист по уборке фрезерного торфа. Проработал на этом предприятии 33 года.
В 1959 году вступил в КПСС. В 1965 году награждён Орденом Ленина по результатам семилетки.
Указом Президиума Верховного Совета СССР от 20 апреля 1974 года за успехи в выполнении плана восьмой пятилетки по уборке фрезерного торфа удостоен звания Героя Социалистического Труда с вручением ордена Ленина и золотой медали «Серп и Молот».
Скончался 17 августа 1978 года, похоронен на кладбище в деревне Заболотье.

## Память
Именем Бориса Марковича Голубева названа одна из улиц в городе Смолевичи.